# Astrodochium coloradense
Astrodochium coloradense är en svampart som beskrevs av Ellis & Everh. 1897. Astrodochium coloradense ingår i släktet Astrodochium, divisionen sporsäcksvampar och riket svampar.   Inga underarter finns listade i Catalogue of Life.